# Moneda vigatana
La moneda vigatana fue una moneda propia del condado de Osona, desde el año 911 hasta la guerra de los Segadores. El derecho de acuñar moneda fue otorgado por el conde de Barcelona y Osona Guifré II en la sede de Vic. En 1315 Jaime II de Aragón, llamado Jaume el Justo, adquirió estos derechos, hasta el año 1484, cuando Fernando el Católico volvió a conceder licencias para acuñar moneda local a la Veguería de Osona.